# 254E busz (Budapest)
A budapesti 254E jelzésű autóbusz a Népliget és az Alacskai úti lakótelep között közlekedik zónázó gyorsjáratként, kizárólag a munkanapi csúcsidőszakokban. A viszonylatot a Budapesti Közlekedési Zrt. üzemelteti.

## Története
2000. augusztus 28-án indult új járat a Népliget és az Alacskai úti lakótelep között Alacska-busz néven.
2007 áprilisában a járat jelzését 254-esre változtatták, valamint a Szentlőrinci út és Pestszentimre, központ elnevezésű megállóhelyeken is megállt.
A 2008-as paraméterkönyv bevezetésekor, augusztus 21-én a járat a 254E jelzést kapta és csak csúcsidőben közlekedik, csuklós helyett szóló buszokkal. Délután a Népliget felé, reggel pedig az Alacskai úti lakótelep felé a Tölgy utca megállót is érinti.
2018. január 2-ától reggelente az Alacskai út felé, délután pedig a Népliget felé közlekedő menetek megállnak a Kamiontelep megállóhelynél is.
2019 áprilisától – az M3-as metróvonal felújítási munkálatai miatt – 254M jelzéssel a Nagyvárad térig hosszabbítva, majd 2020 novemberétől a Boráros térre terelve közlekedett.
2022. május 16-ától a 254M helyett ismét a 254E buszjárat közlekedik, ami a továbbiakban megáll Pestszentimre felé az Ecseri úti metróállomásnál, Népliget felé a Nagykőrösi út és a Határ út kereszteződésénél, valamint mindkét irányban a Kossuth Lajos utcánál is.
2022. szeptember 1-jétől a 254E busz kettébontva, részint 254M jelzéssel a Boráros térre közlekedett, módosított megállókiosztással. Az autóbuszjárat a 254E-vel ellentétben nem érintette az Ecseri út metróállomás, az Újlaki utca és a Kamiontelep megállóhelyeket, helyette viszont mindkét irányban megállt a Haller utca / Soroksári út, a Kén utca HÉV-állomás (Illatos út), a Táblás utca és a Bethlen Gábor utca, illetve Pestszentimre felé a Nagykőrösi út / Határ út megállóhelyeken is. 2023. március 6-ától a 254M buszjárat 255E jelzéssel közlekedik.
2023. március 18-án a szóló buszokat csuklós járművek váltották a vonalon.

## Járművek
Az Alacska-busz Ikarus 415 típusú buszokkal közlekedett először, melyet a BKV Zrt. dél-pesti telephelye biztosított. A járművek két részletben Cinkotára, illetve Óbudára áthelyezésével párhuzamosan a garázs típuscserét hajtott végre a viszonylaton: megjelentek az Ikarus 280-asok. Később azonban ezeket is leváltották az Ikarus 260-asokra és az Ikarus 412-esekre. 2016. november 2-ától a viszonylaton a BKV Ikarus 260-as és a VT-Arriva MAN Lion’s City típusú autóbuszai közlekedtek. Szünetelése előtt a viszonylatra a Dél-pesti Divízió szóló Ikarus autóbuszait, illetve szóló Van Hool autóbuszait adták ki.

## Útvonala
| Alacskai úti lakótelep felé |
| Népliget M vá. – Népliget, belső út – Hazlinszky Frigyes sétány – Borbás Vince sétány – Üllői út – Ecseri út – Gyáli út – Nagykőrösi út – Nemes utca – (Alacskai úti körforgalom – Nemes utca)* – Bükk utca – Alacskai úti lakótelep vá. |
| Népliget felé |
| Alacskai úti lakótelep vá. – Bükk utca – Nemes utca – (Alacskai úti körforgalom – Nemes utca)* – Nagykőrösi út – Gyáli út – Ecseri út – Üllői út – Népliget M vá.                                                                        |

## Megállóhelyei
| 254E (Népliget M ◄► Alacskai úti lakótelep) | 254E (Népliget M ◄► Alacskai úti lakótelep) | 254E (Népliget M ◄► Alacskai úti lakótelep) | 254E (Népliget M ◄► Alacskai úti lakótelep)                                                | 254E (Népliget M ◄► Alacskai úti lakótelep) | 254E (Népliget M ◄► Alacskai úti lakótelep) | 254E (Népliget M ◄► Alacskai úti lakótelep) | 254E (Népliget M ◄► Alacskai úti lakótelep) |
| Perc (↓)                                    | Perc (↓)                                    | Perc (↓)                                    | Megállóhely                                                                                | Perc (↑)                                    | Perc (↑)                                    | Átszállási kapcsolatok | Létesítmények                               |
| Re.                                         | De.                                         | Du.                                         | Megállóhely                                                                                | De.                                         | Du.                                         | Átszállási kapcsolatok | Létesítmények                               |
| ------------------------------------------- | ------------------------------------------- | ------------------------------------------- | ------------------------------------------------------------------------------------------ | ------------------------------------------- | ------------------------------------------- | --- | ------------------------------------------- |
| ∫                                           | 0                                           | 0                                           | Népliget M végállomás                                                                      | 25                                          | 22                                          | 1, 1A 83 607, 608, 626, 628, 629, 630, 631, 632, 633, 635, 636, 650, 653, 655, 656, 660, 661, 705 1080, 1081, 1085, 1087, 1090, 1092, 1094, 1110, 1111, 1113, 1115, 1120, 1121, 1125, 1131, 1134, 1136, 1172, 1173, 1174, 1175, 1176, 1177, 1183, 1184, 1185, 1188, 1189, 1190, 1193, 1194, 1201, 1205, 1212, 1215, 1216, 1229, 1251, 1253, 1254, 1257, 1268 P+R | Autóbusz-állomás, Metróállomás              |
| ∫                                           | 2                                           | 2                                           | Ecseri út M                                                                                | ∫                                           | ∫                                           | 3 181, 281 |                                             |
| ∫                                           | ∫                                           | ∫                                           | Nagykőrösi út / Határ út                                                                   | 19                                          | 17                                          | 54, 55, 66, 66B, 66E, 84E, 89E, 94E, 123, 123A, 148, 255E, 294E 3, 52 |                                             |
| ∫                                           | 2                                           | 2                                           | Kossuth Lajos utca (↓) Újlaki utca (↑)                                                     | 18                                          | 16                                          | 54, 55 |                                             |
| ∫                                           | 11                                          | 11                                          | Szentlőrinci út                                                                            | 12                                          | 10                                          | 36, 54, 55, 84E, 89E, 94E, 198, 255E, 294E | Dél-pesti autóbuszgarázs                    |
| 0                                           | ∫                                           | ∫                                           | Szentlőrinci út (gyorsétterem) végállomás                                                  | ∫                                           | ∫                                           | |                                             |
| ∫                                           | 13                                          | ∫                                           | Kamiontelep                                                                                | ∫                                           | 7                                           | 54, 55, 84E, 89E, 94E, 294E | Kamion parkoló                              |
| 7                                           | 18                                          | 18                                          | Pestszentimre vasútállomás (Nemes utca) (↓) Pestszentimre vasútállomás (Nagykőrösi út) (↑) | 7                                           | 5                                           | 54, 55, 84E, 89E, 94E, 166, 255E, 266, 294E S21 | Vasútállomás                                |
| 8                                           | 19                                          | 19                                          | Ady Endre utca                                                                             | 6                                           | 3                                           | 84E, 166, 255E, 266 | Pintér Kálmán Szakrendelőintézet            |
| 9                                           | 20                                          | 20                                          | Kisfaludy utca                                                                             | 5                                           | 2                                           | 84E, 166, 184, 255E, 266, 284E |                                             |
| 10                                          | 21                                          | 21                                          | Damjanich utca                                                                             | 4                                           | 1                                           | 166, 255E, 266 |                                             |
| ∫                                           | ∫                                           | 22                                          | Alacskai úti lakótelep                                                                     | 3                                           | ∫                                           | 166, 182, 255E, 266, 282E |                                             |
| ∫                                           | ∫                                           | 23                                          | Alacskai út (↓) Tölgy utca (↑)                                                             | 2                                           | ∫                                           | 166, 182, 255E, 266, 282E |                                             |
| 13                                          | 22                                          | 24                                          | Alacskai úti lakótelep végállomás                                                          | 0                                           | 0                                           | 166, 182, 255E, 266, 282E |                                             |